# Bulbophyllum sociale
Bulbophyllum sociale là một loài phong lan thuộc chi Bulbophyllum.